# Godfrey Hounsfield
Godfrey Newbold Hounsfield, (Newark-on-Trent, 28 augustus 1919 – Kingston upon Thames, 12 augustus 2004) was een Brits elektrotechnicus en Nobelprijswinnaar. In 1979 won hij samen met Allan McLeod Cormack de Nobelprijs voor Fysiologie of Geneeskunde voor het ontwikkelen van de computertomografie.
De Hounsfieldschaal, welke wordt gebruikt voor het meten van de radiodichtheid in CT-scans, is naar hem vernoemd.

## Biografie
Sir Godfrey Newbold Hounsfield CBE, FRS werd geboren als de jongste van vijf kinderen. Als kind had hij al interesse in de elektrische apparaten en machines op de boerderij van zijn ouders. Hij deed ook al experimenten met zijn eigen creaties. Hij ging naar de Magnus Grammar School (de huidige Magnus Church of England School) in Newark-on-Trent, alwaar hij een matige leerling was. Alleen in de vakken natuurkunde en rekenen behaalde hij goede schoolresultaten.
Kort voor het uitbreken van de Tweede Wereldoorlog, werd Hounsfield lid van de Royal Air Force als vrijwillig reservist. Hier leerde hij de basis van elektrotechniek en radar. Na de oorlog ging hij naar het Faraday House Electrical Engineering College in Londen, alwaar hij afstudeerde met een DFH (Diploma of Faraday House).
In 1951 ging Hounsfield werken bij Electric and Musical Industries (EMI) Ltd. in Hayes, waar hij onderzoek deed naar systemen voor grote geleide wapens en radar. Hij raakte ook geïnteresseerd in computers. In 1958 hielp hij bij het maken van de eerste transistorcomputer in het Verenigd Koninkrijk: de EMIDEC 1100.

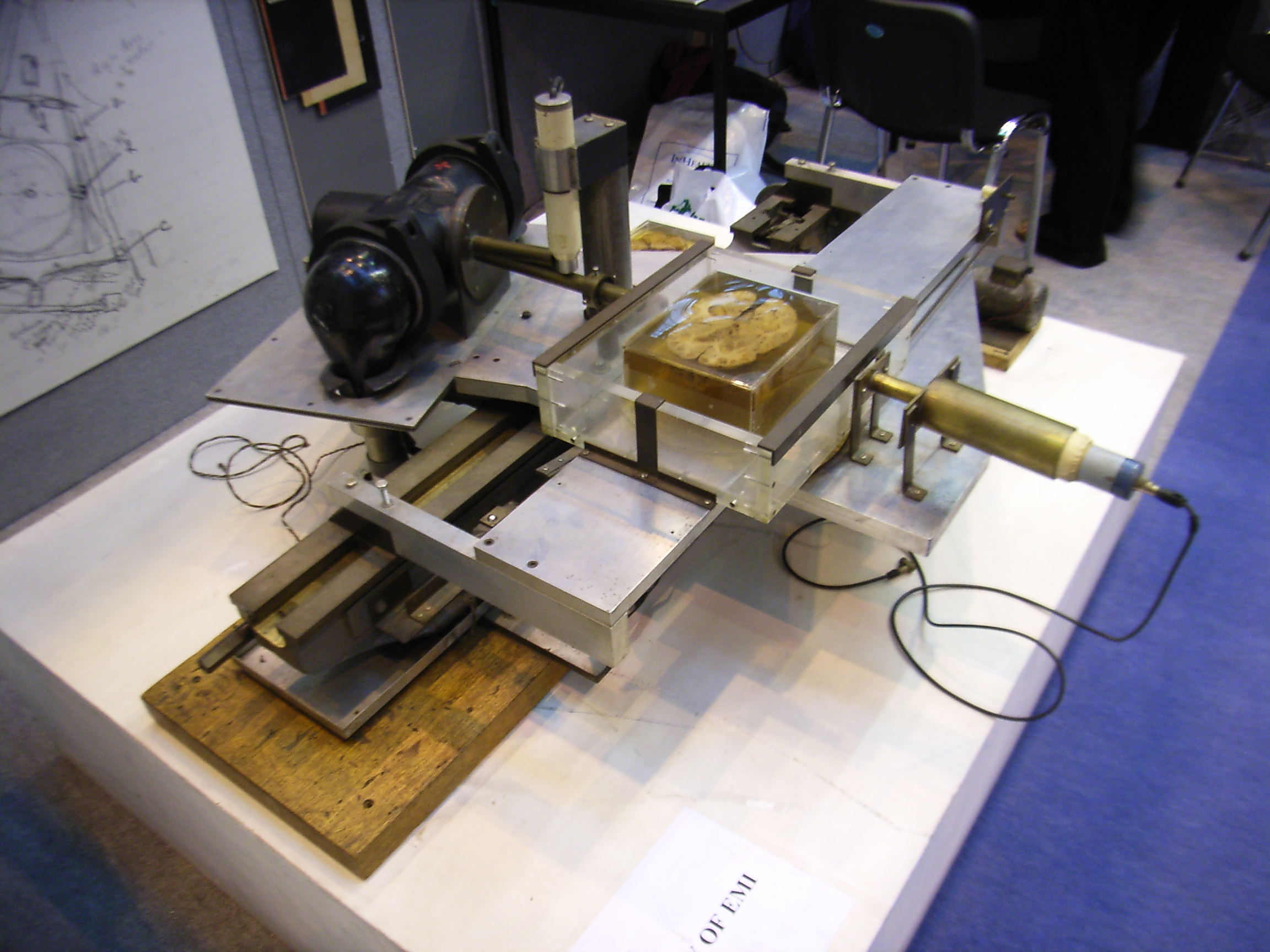
Het prototype CT-scanner

Hounsfield kwam met het idee voor de CT-scanner toen hij bedacht dat hij kon bepalen wat er in een doos zat als hij vanuit alle hoeken röntgenfoto's nam. Hij maakte een computer die aan de hand van röntgenstraling uit verschillende invalshoeken de inhoud van een voorwerp kon bepalen. Hij wist toen nog niet dat Allan McLeod Cormack reeds de theoretische berekeningen had gedaan voor een dergelijk apparaat.
Hounsfield bouwde een prototype van een scanner en testte die uit op een bewaard menselijk brein en een vers koeienbrein. Uiteindelijk probeerde hij hem ook op zichzelf. Toen hij de berekeningen van Cormack onder ogen kreeg, gebruikte hij deze om het principe te verbeteren. De eerste werkende CT-scanner werd geïntroduceerd in de medische wereld in september 1971, toen in het Atkinson Morley's Hospital te Londen met succes in een scan de locatie van een cyste vastgesteld kon worden in het brein van een patiënte. In 1975 bouwde Hounsfield een volledige lichaamsscanner die het gehele lichaam in beeld kon brengen. Voor zijn werk kreeg hij samen met Cormack de Nobelprijs.
Hounsfield ontving later in zijn leven nog vele prijzen, waaronder een MacRobert Award van het Council of Engineering Institutions in 1972 en een Lasker-DeBakey Clinical Medical Research Award in 1975. Datzelfde jaar (1975) werd hij lid van de Royal Society, in 1976 lid van de Orde van het Britse Rijk, en in 1981 werd hij geridderd.
Hounsfield bleef zijn hele leven ongehuwd. Hij stierf in 2004.